# Hans Jørgen Jacobsen
Hans Jørgen Jacobsen, född 23 maj 1940 i Taastrup, död 2 maj 1999, var en dansk boxare, brottare och tyngdlyftare.
Jacobsen fick sitt genombrott som amatörboxare under 1960-talet då han boxade för IK Sparta. Han övergick till Mogens Palles boxningsstall och deltog i 29 proffsmatcher varav 22 stycken var vinster. Han var dansk mästare i amatörboxning och brottning. Han har vid sidan av sporten arbetat som stuntman, litograf, skådespelare och "stark man" på marknader och tivolin.

## Filmografi (urval)
- 1977 – I skorpionens tegn - Agent 69 Jensen
- 1976 – Hopla på sengekanten
- 1975 – Der må være en sengekant
- 1975 – Det gode og det onde